# Alfrēds Cimmers
Alfrēds Cimmers (* 22. Juli 1909 in Liepāja; † unbekannt) war ein lettischer Fußballspieler.

## Karriere
Alfrēds Cimmers spielte von 1927 bis 1934 für Olimpija Liepāja, mit dem er 1933 die lettische Meisterschaft gewann.
Am 4. September 1933 absolvierte Cimmers ein Länderspiel in der lettischen Nationalmannschaft während des Baltic Cup gegen Litauen in Kaunas. Mit der Nationalelf gewann der Defensivspieler den Titel.

## Erfolge
mit Olimpija Liepāja:
- Lettischer Meister: 1933

mit Lettland:
- Baltic Cup: 1933